# Ɋ
Ɋ (minuskule ɋ) je speciální znak latinky. Jedná se o variantu písmena Q, ačkoliv se jeho majuskulní tvar tomuto písmenu příliš nepodobá. Písmeno se nazývá „Q s hákovým ocáskem“. Písmeno se používá v současnosti pouze v jazycích kâte a tobo-kube, které jsou používány v Papui Nové Guineji. Do roku 2002 se též používalo v jazyce numanggang. V Unicode má majuskulní tvar kód U+024A a minuskulní U+024B. Toto písmeno není možné uměle modifikovat.[ujasnit]